# Чекко дель Караваджо
Чекко дель Караваджо (итал. Cecco del Caravaggio) — анонимный художник, работавший в Риме в период 1610-х — середины 1620-х годов), был одним из первых последователей знаменитого живописца Микеланджело Меризи да Караваджо (1571—1610). Предположительно фламандский, французский или испанский караваджист. Существует также версия, отождествляющая этого художника с Франческо Бонери, или Буонери (Francesco Buoneri). В своём творчестве художник «индивидуально и оригинально ответил на натурализм Караваджо».

## Проблемы идентификации

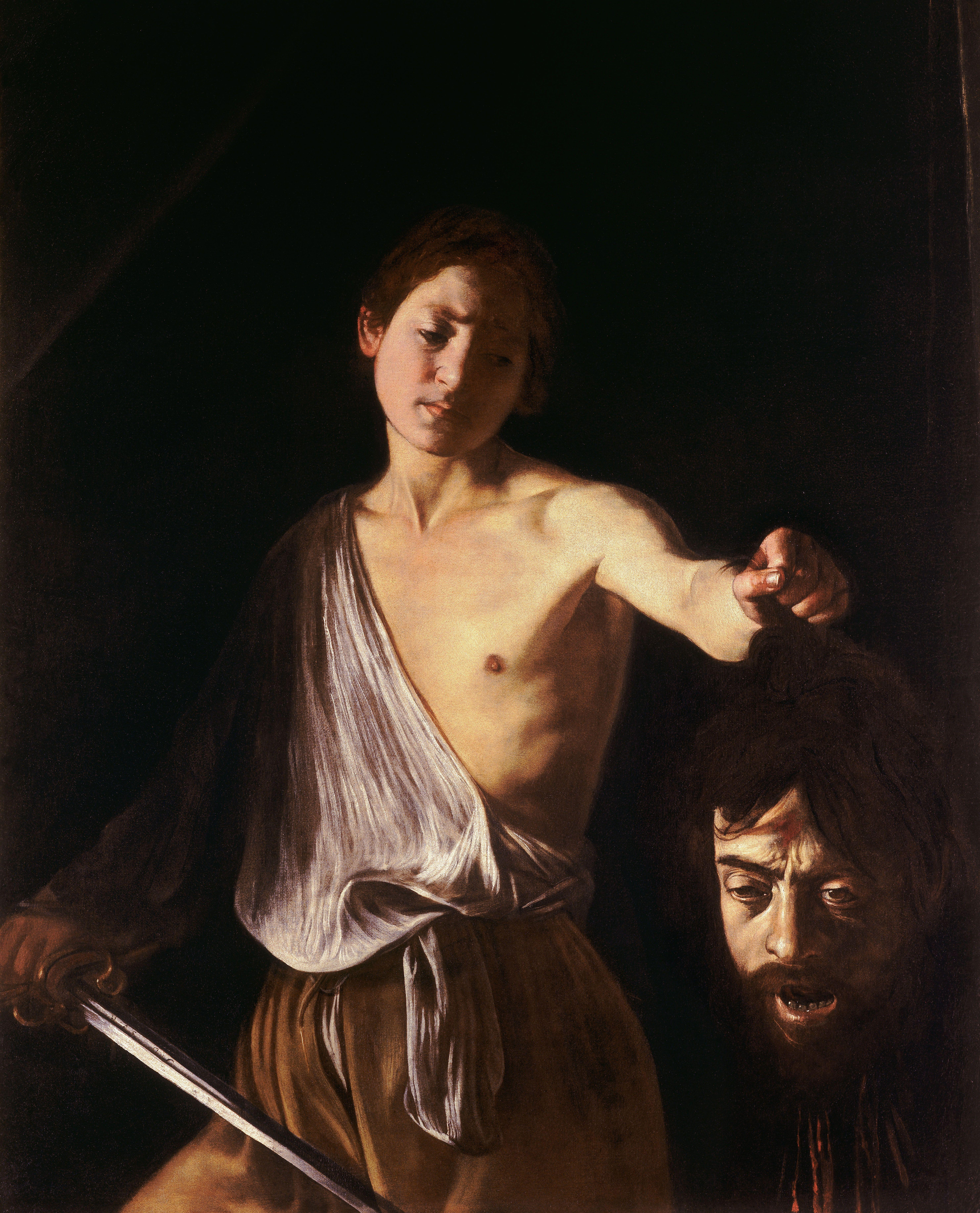
Караваджо. Давид с головой Голиафа. 1610. Холст, масло. Галарея Боргезе, Рим

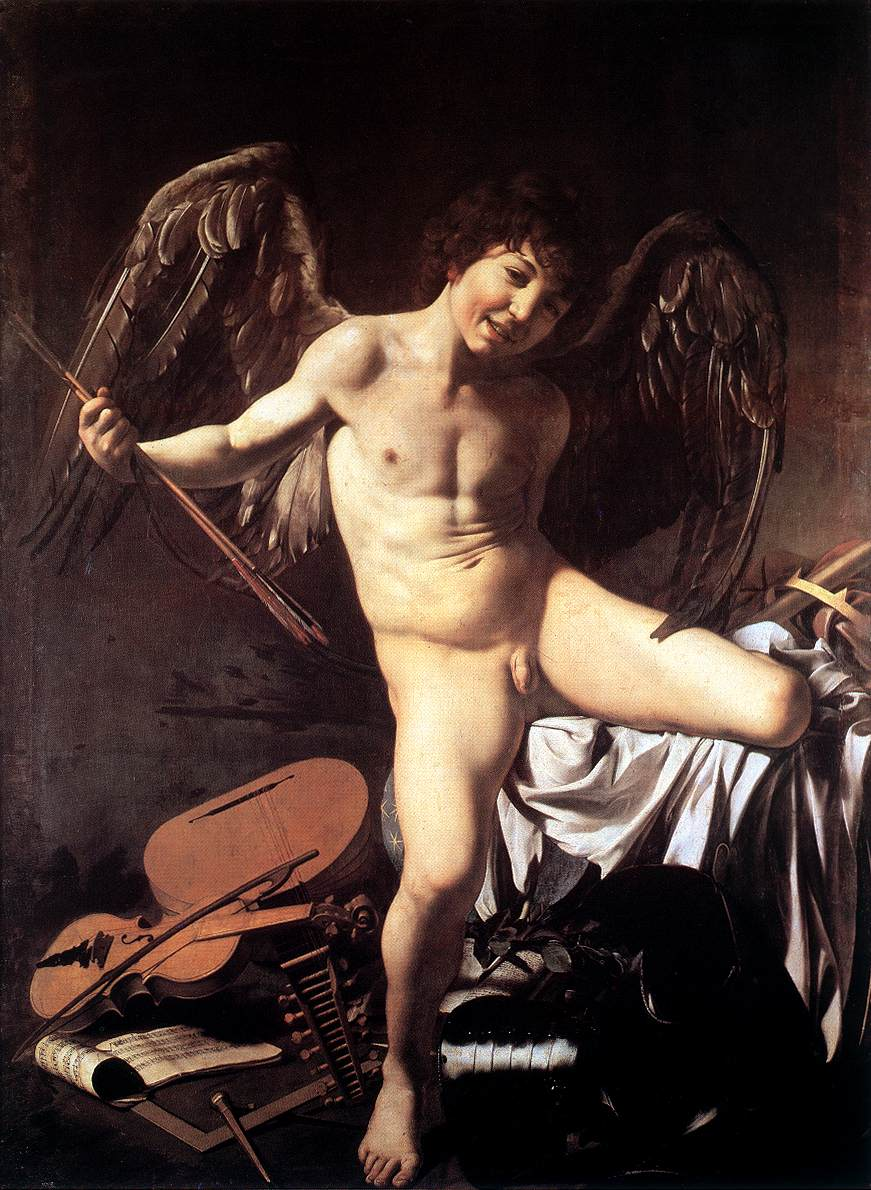
Караваджо. Любовь побеждает всё. Между 1602 и 1603. Холст, масло. Берлинская картинная галерея

О Чекко дель Караваджо известно немного. Его активный период, судя по всему, длился с 1610-х до середины 1620-х годов. Имя «Чекко» является уменьшительным от «Франческо» (Francesco). Итальянский историограф и коллекционер Джулио Манчини в своей работе под названием «Рассуждения о живописи» (Le Considerazioni sulla pittura), написанной между 1617 и 1621 годами, упоминает «Франческо, известного как Чекко дель Караваджо» (Francesco detto Cecco del Caravaggio) как одного из наиболее заметных последователей великого мастера. Среди имён французских художников также записан «Чекко», работавший с Агостино Тасси в Банье в 1613—1615 годах, и поэтому считалось, что художник был французского происхождения. Другие учёные обнаружили испанское или даже фламандское влияние.
В 2001 году Джанни Папи идентифицировал Чекко дель Караваджо и ломбардского художника Франческо Бонери (или Буонери), что кажется обоснованным, хотя и не является общепринятым. Также было установлено некоторое совпадение биографий Франческо Бонери и мальчика по имени Чекко, который воспроизводил ряд картин Караваджо в период 1600—1606 годов. Он был слугой, подмастерьем и, возможно, учеником Караваджо, называвшим его «мой маленький Караваджо» (il suo Caravaggino); о нём также упоминается, что Караваджо «ложился с ним».
Питер Робб в книге «М. Загадка Караваджо», опубликованной в Италии издательством «Мондадори», полагает, что мальчик послужил моделью для картины Караваджо «Давид с головой Голиафа» (1609—1610), и, прежде всего, для знаменитой «Любовь побеждает всё» (Amor Vincit Omnia; между 1602 и 1603, Берлинская картинная галерея), на основе сообщения Джованни Пьетро Беллори, который называет имя Чекко в качестве натурщика этой картины.
У своего учителя «Маленький Караваджо» научился не только технике рисунка и живописи, но и владению оружием, о чём свидетельствуют многие эпизоды (различные жалобы и травмы): он также был большим завсегдатаем кабаков и имел «лёгкий кинжал».

## Произведения
Ни одна из работ Чекко не подписана и не датирована, поэтому его творчество трудно атрибутировать и датировать. Оно связано с рядом картин бытового жанра, портретов и религиозных произведений, явно обязанных творчеству Караваджо. Чекко интересовался изображением тем низкой жизни, но также писал религиозные композиции. Его важные религиозные работы включают «Воскресение» (Институт искусств Чикаго) и «Христос, изгоняющий менял из храма» (Берлинская картинная галерея).
Его индивидуальный стиль имеет общие черты с произведениями других караваджистов и характерен изображениями больших, массивных фигур, сильных контрастов света и тени, а также эффектами сложных складок драпировок.

## Галерея

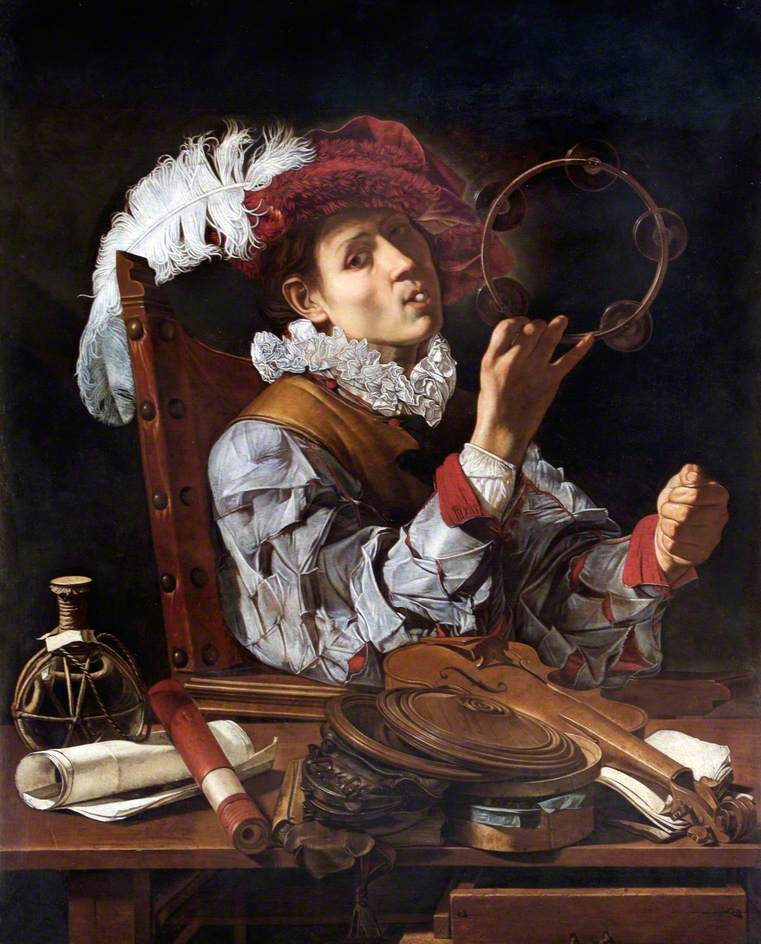
Музыкант. Ок. 1615. Холст, масло. Коллекция Веллингтона, Эпсли-хаус, Лондон
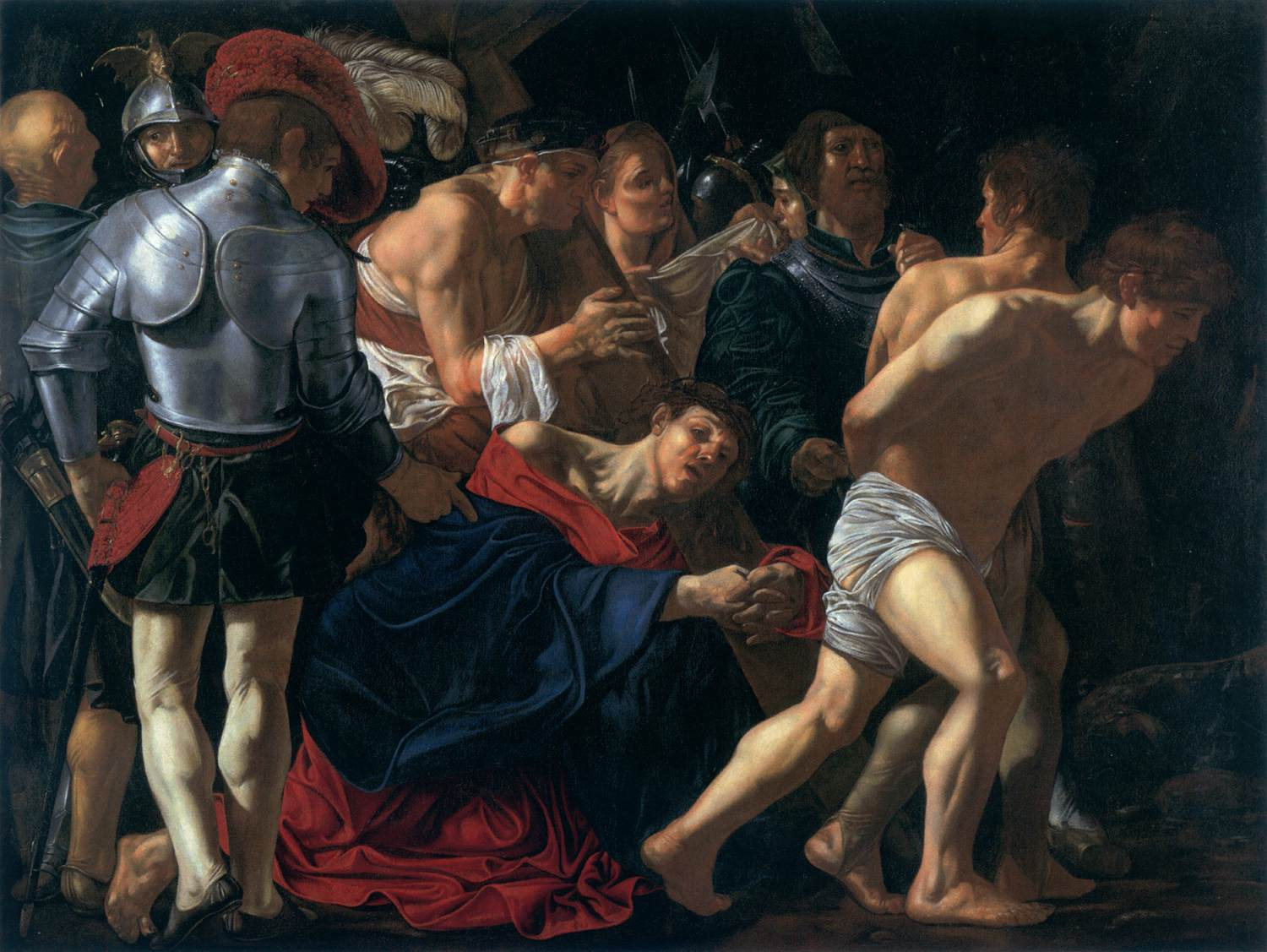
Падение Христа при восхождении на Голгофу. Между 1610 и 1611. Холст, масло. Словацкая национальная галерея, Братислава
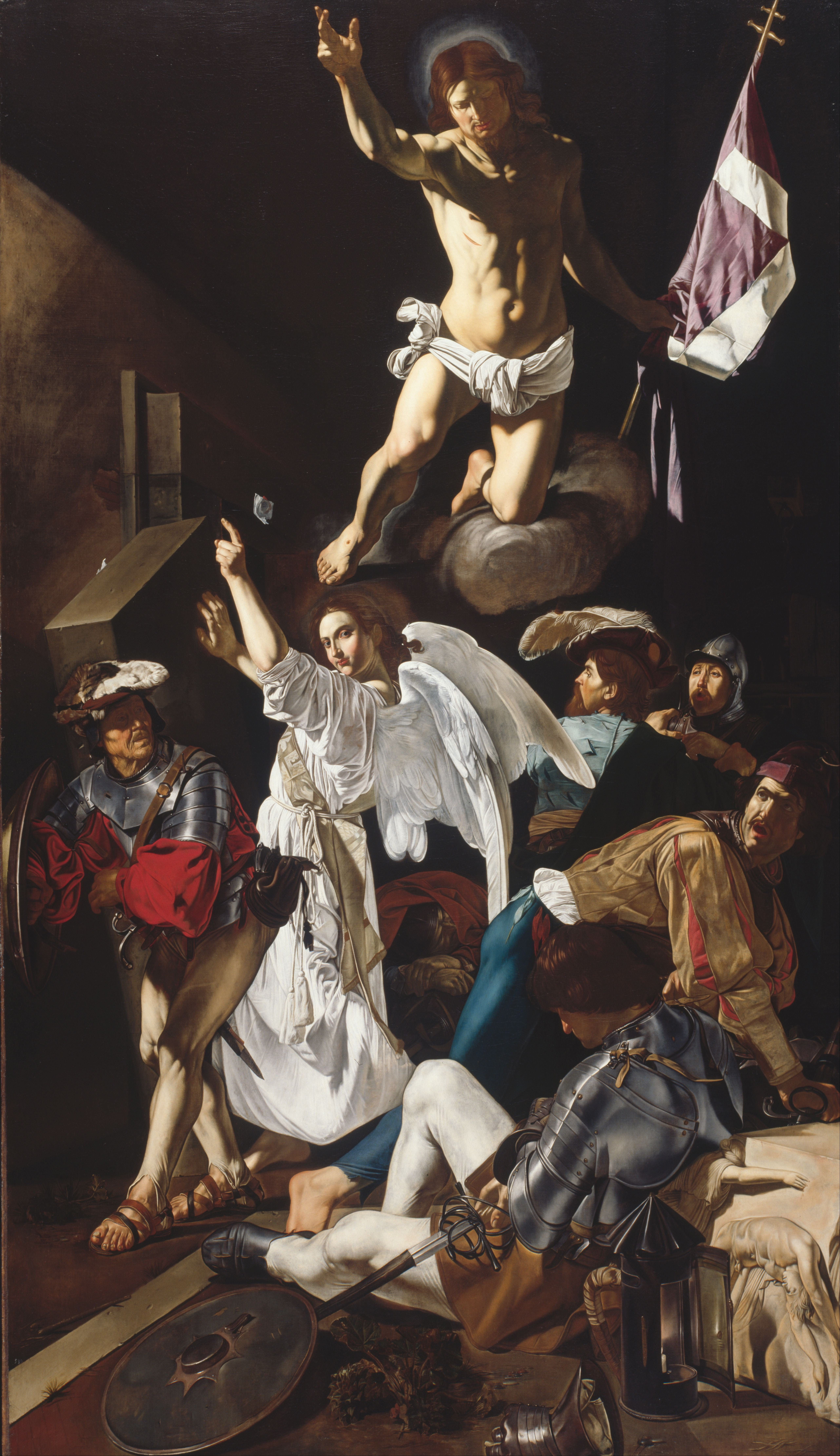
Воскресение. Между 1619 и 1620. Холст, масло. Чикагский институт искусств, США
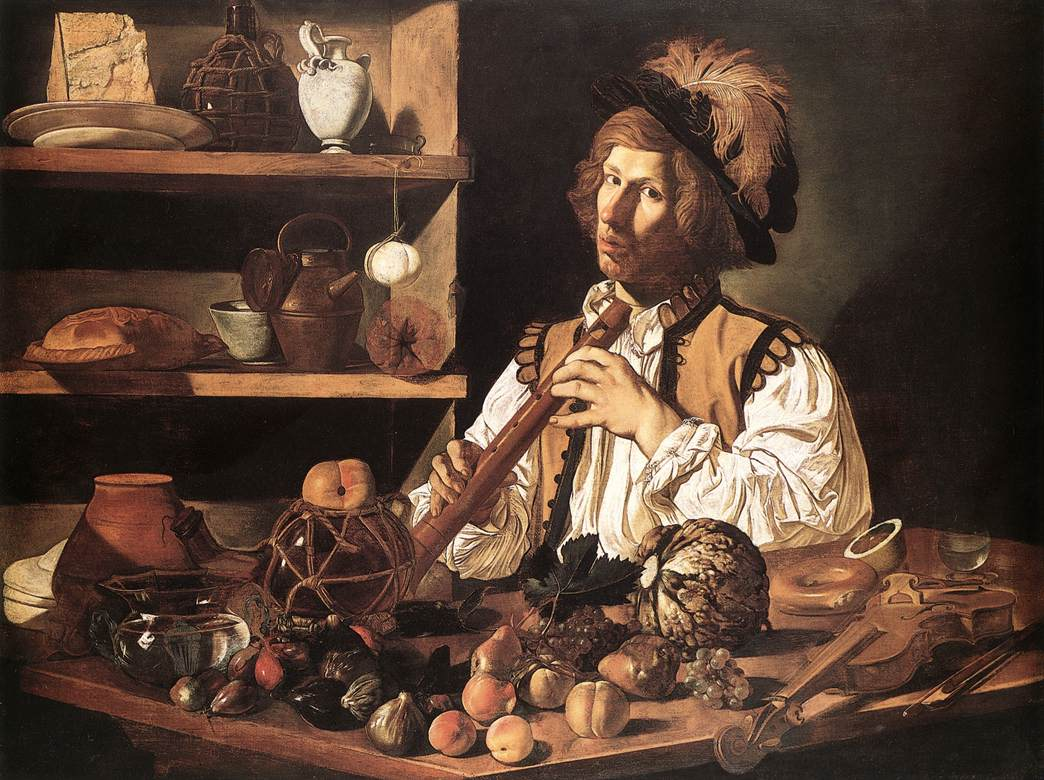
Флейтист. Между 1615 и 1620. Холст, масло. Музей Ашмола, Оксфорд, Великобритания
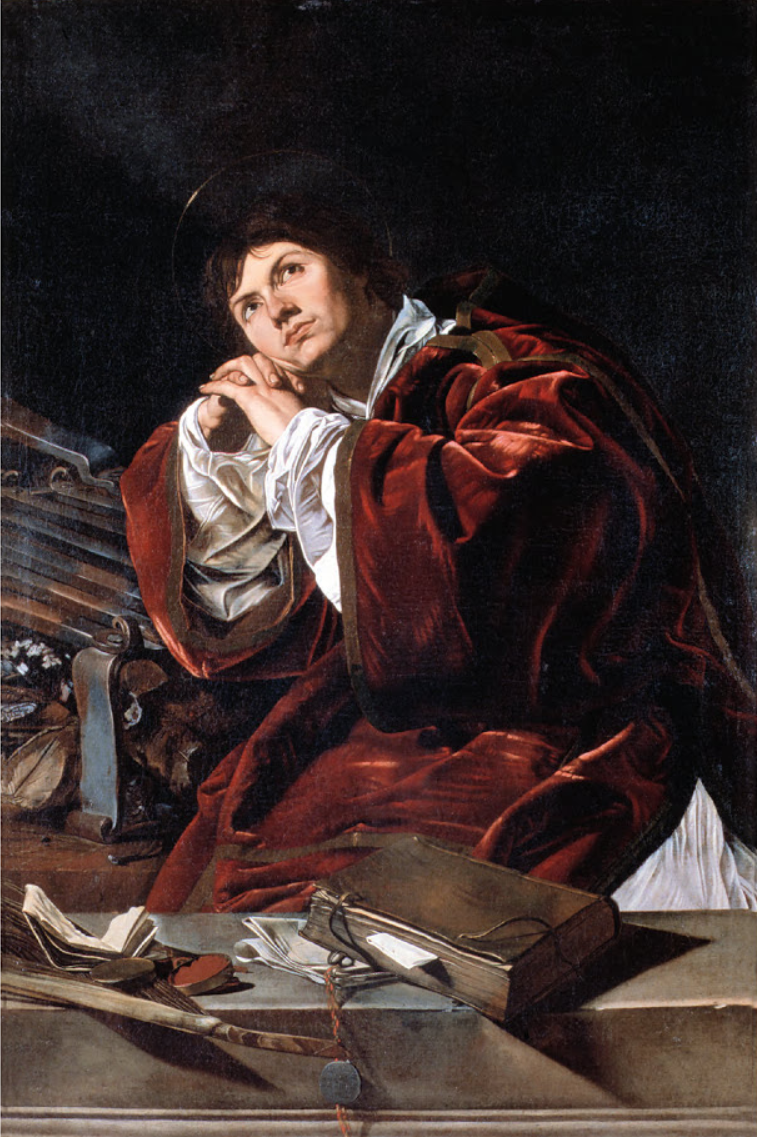
Святой Лаврентий. Ок. 1615. Холст, масло. Местонахождение неизвестно
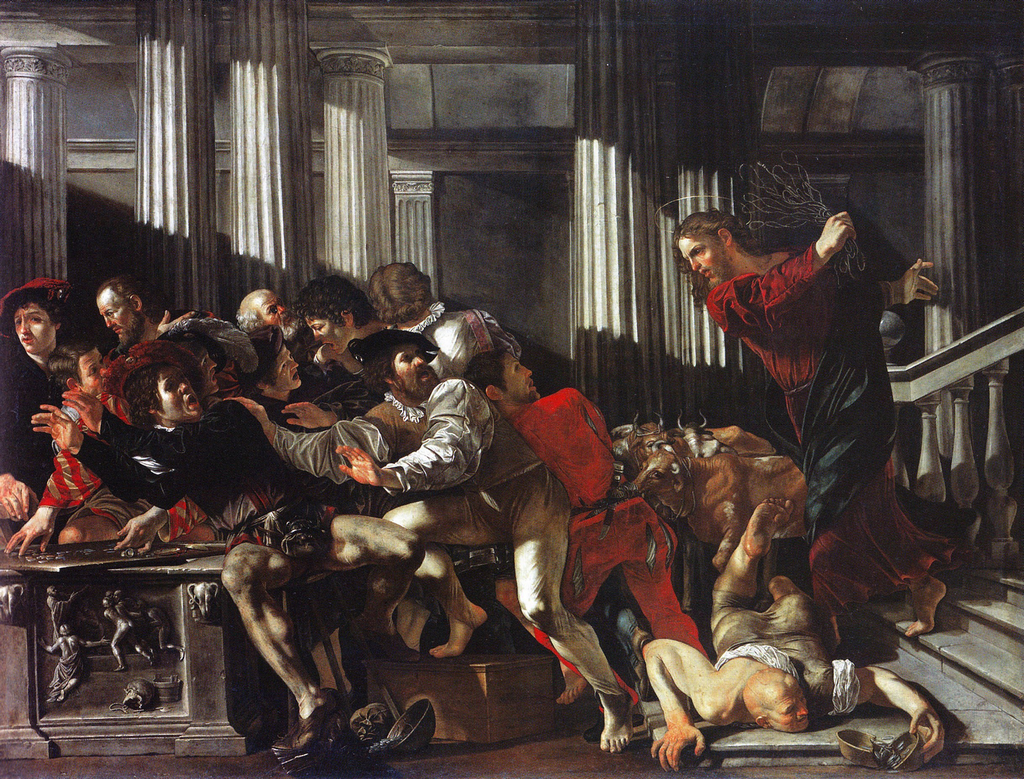
Изгнание торгующих из храма. Между 1610 и 1620. Холст, масло. Берлинская картинная галерея